# Reserva índia del Riu Colorado
La reserva índia del Riu Colorado és una reserva índia al sud-oest dels Estats Units. Es troba a l'oest del comtat de La Paz (Arizona), al sud-est del comtat de San Bernardino (Califòrnia), i al nord-est del comtat de Riverside (Califòrnia). Té una àrea total de 1,119.4 km², la majoria d'ella a la vall de Parker. També voreja la vall de Palo Verde en la seva frontera del sud-oest. La seu tribal es troba a Parker, la comunitat més gran de la reserva.
Establerta en març de 1865 per als "Indis de l'anomenat riu i els seus tributaris said river and its tributaries," la reserva índia del Riu Colorado s'estenia per part de la frontera entre Arizona i Califòrnia amb 933,8 km² a Arizona i 185,65 km² a Califòrnia.
L'economia de la reserva gira al voltant de l'agricultura, la recreació, la indústria lleugera i el govern. Les Tribus Índies del Riu Colorado (CRIT) tenen drets d'aigua superiors a 884.000.000 m³ del Riu Colorado, el que representa gairebé un terç de l'assignació per a l'estat d'Arizona.

## Cens
El cens del 2000 indicava una població resident de 9.201 persones, de les quals 3.389 eren membres registrats de les tribus chemehuevi, mohaves, hopi i navajo, que avui dia han format un cos col·lectiu de caràcter geopolític conegut com a Tribus índies del Riu Colorado.

## Comunitats
- Big River (Califòrnia)
- Bluewater (Arizona)
- Bluewater (Califòrnia)
- Parker (Arizona) (part)
- Poston (Arizona)

## Casinos
La reserva índia del Riu Colorado actualment té la propietat i gestió del BlueWater Resort and Casino a l'est de Parker, que funciona des d'octubre de 1999. El casino té una superfície de 2.800 m² i té més de 400 màquines escurabutxaques. També té un hotel de 200 habitacions, un bingo de 903 m², un parc aquàtic cobert, sala de cinema, sala de vídeo, port esportiu i de concerts. El cinema és l'única sala de cinema local de Parker, així com el més proper de Blythe (Califòrnia) des d'agost de 2010.
En 2005 la reserva va començar a proposar un nou hotel i casino prop de Blythe, comptant amb la ubicació al llarg del riu i la Interestatal 10, amb l'ajut dels governs de la ciutat i de l'estat de Califòrnia. S'ha avançat en l'aprovació de les instal·lacions, però compta amb l'oposició dels residents de les comunitats del riu Colorado i River Bend Lodge al llarg del riu de la vall de Parker. Al maig de 2011 la reserva desallotjà el Boat Club Blythe després d'expirar el període d'arrendament de terres amb la finalitat d'estabilitzar el control de la zona i per continuar els esforços per les instal·lacions.